# Dr. Mario & Germ Buster
Dr. Mario & Germ Buster is een videospel ontwikkeld door Arika en uitgegeven door Nintendo voor de Wii in 2008. Het spel werd uitgebracht via de downloadservice van de Nintendo Wii, WiiWare.

## Ontvangst
Het spel werd verschillend beoordeeld:
| Beoordeeld door            | Datum        | Score |
| -------------------------- | ------------ | ----- |
| Nintendojo                 | 2008         | 85%   |
| Digital Chumps             | 26 mei 2008  | 84%   |
| gamrReview                 | 1 mei 2009   | 80%   |
| Nintendojo                 | 2008         | 80%   |
| PAL Gaming Network (PALGN) | 25 mei 2008  | 70%   |
| Eurogamer.net (GB)         | 29 mei 2008  | 70%   |
| Cheat Code Central         | juni 2008    | 68%   |
| NintendoWorldReport        | 3 juni 2008  | 60%   |
| Co-Optimus                 | 11 juni 2008 | 40%   |
| Jeuxvideo.com              | 28 mei 2008  | 35%   |